# 45-мм протитанкова гармата зразка 1942 року (М-42)
45-мм протитанкова гармата зразка 1942 року (заводський індекс: М-42; індекс ГАУ: 52-П-243С) — радянська напівавтоматична протитанкова гармата калібру 45 міліметрів. Вона використовувалась з 1942 року до кінця німецько-радянської війни, але у зв'язку з недостатньою бронепробивністю 1943 року була часткова замінена у виробництві на потужнішу гармату ЗІС-2 калібру 57 мм. Остаточно гармату М-42 було знято з виробництва 1946 року. За 1942—1946 роки промисловість СРСР виготовила 11 156 таких гармат.

## Історія створення

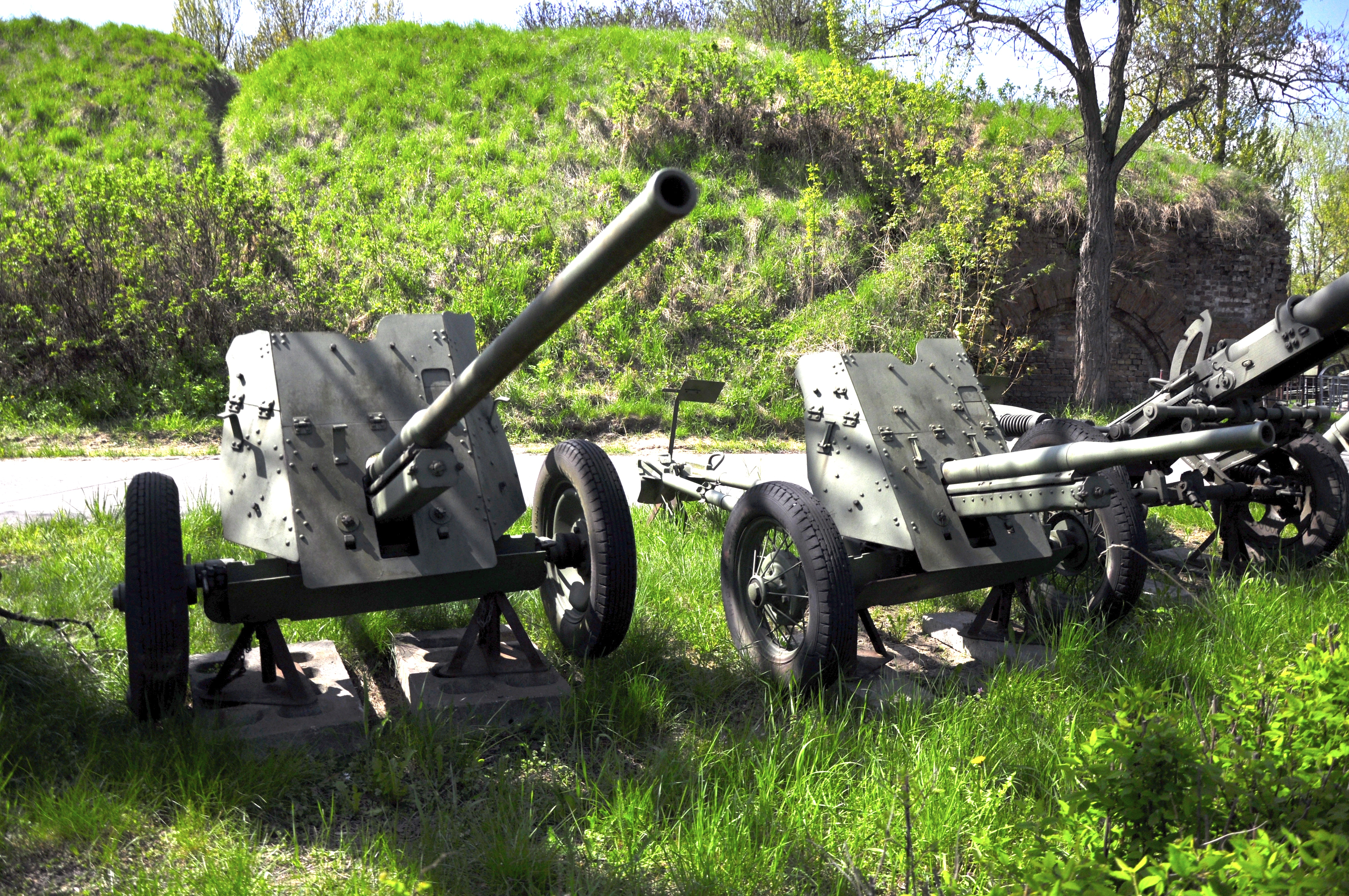
М-42 и 53-К в Музеї польської військової техніки

45-мм протитанкова гармата зразка 1942 була створена шляхом модернізації 45-мм гармати зразка 1937 року (53-К) на заводі № 172 в Мотовилісі. Модернізація полягала у подовженні ствола з 46 калібрів до 68,6, посиленні метального заряду, також було вжито низку технологічних заходів для спрощення серійного виробництва. Товщина броні щитового прикриття була збільшена з 4,5 до 7 мм для кращого захисту розрахунку від гвинтівкових бронебійних куль. Внаслідок модернізації дульна швидкість снаряда зросла з 760 до 870 м/с.

## Виробництво
Виробництво гармати М-42 здійснювалося на заводі № 172:
| рік       | 1942 | 1943 | 1944 | 1945 | 1946 | Всього |
| --------- | ---- | ---- | ---- | ---- | ---- | ------ |
| кількість | 173  | 4151 | 4628 | 2064 | 140  | 11 156 |

## Бойове використання

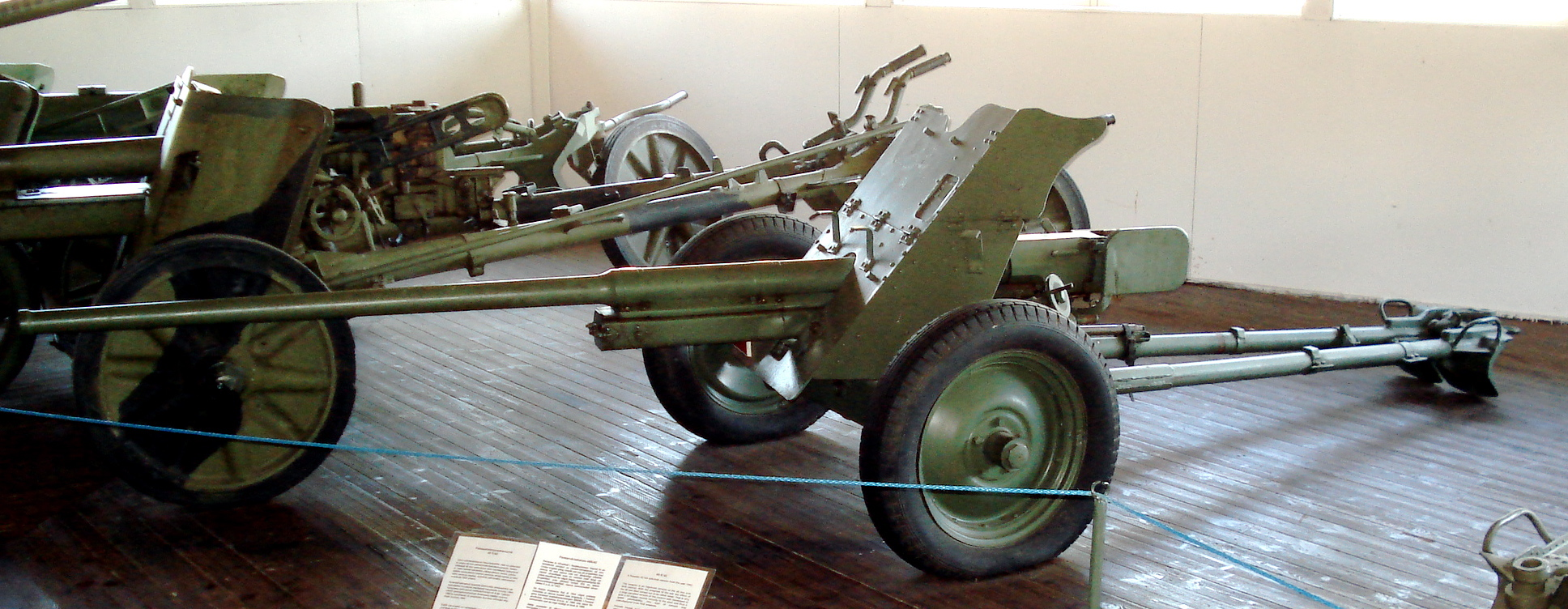
М-42 у Фінському танковому музеї, Парола

Гармата призначалася для боротьби з танками, самохідками та бронемашинами противника. Вона була здатна успішно боротися зі всіма середніми танками Вермахту станом на 1942 рік. Однак поява у 1943 році у значних кількостях нових важких танків «Тигр», «Пантера» та модернізованого Panzer IV Ausf H з товщиною лобової броні 80 мм знову поставила радянську протитанкову артилерію перед необхідністю посилення вогневої потужності. Це було виконано шляхом повторного прийняття на озброєння 57-мм протитанкової гармати ЗІС-2.

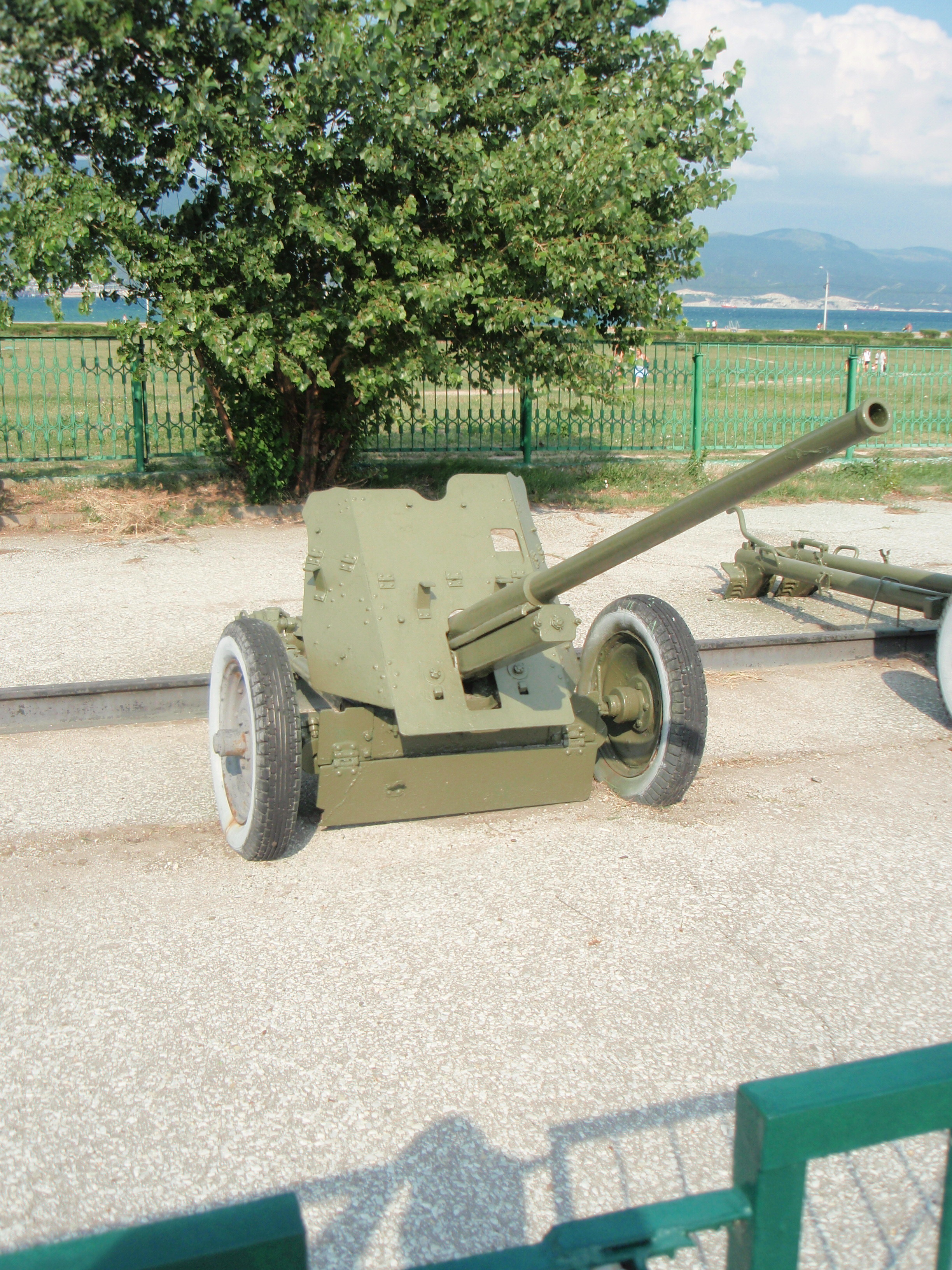
М-42 у музеї « Мала земля », Новоросійськ

Втім, гармата мала високу мобільність і все ще могла боротись із «Пантерою» та Panzer IV Ausf H за допомогою стрільби в борт. З цих причин, а також завдяки налагодженому виробничому процесу з випуску М-42, її було залишено у виробництві та на озброєнні протитанкових підрозділів стрілецьких частин. З аналогічних міркувань діяли й англійці, які розробили потужну 17-фунтову гармату, але зберегли виробництво менш потужної 6-фунтівки.
Зброя мала й протипіхотні можливості — вона постачалась із уламковою гранатою та картеччю. Осколкова 45-мм граната при розриві давала 100 осколків, що зберігали убійну силу при розльоті по фронту на 15 м і в глибину на 5-7 м. Картечні кулі при стрільбі утворювали сектор ураження по фронту до 60 м і в глибину до 400 м.
Командувач 6-ї гвардійської армії генерал Іван Чистяков писав про гармату:
«….. маршал артилерії Микола Миколайович Воронов якось розповів нам, що у 22-й армії на верхівках дерев… влаштували вогневу позицію для протитанкової гармати. І видимість була гарна, і чудовий обстріл. Гармата підбила два або три танки супротивника, але потім при черговому пострілі сама впала з дерева з усім розрахунком»

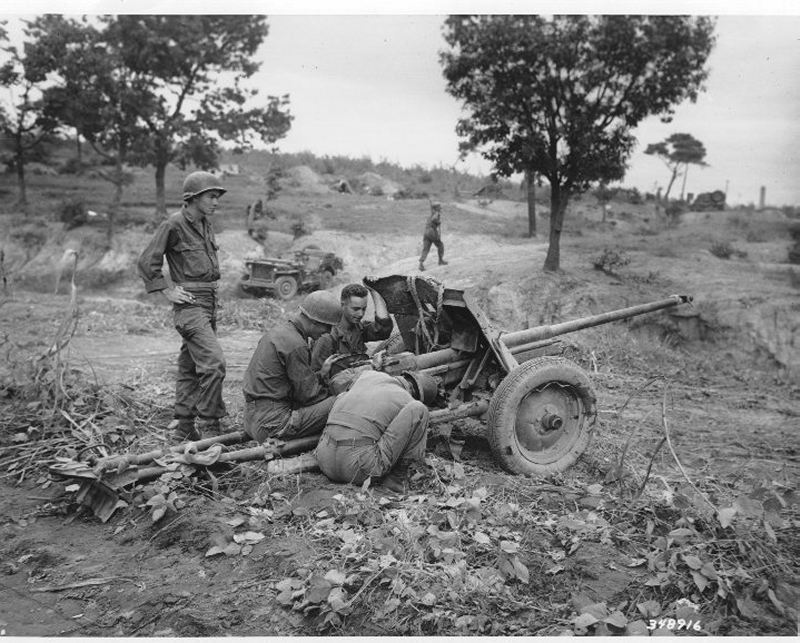
Американські солдати з 5-го кавалерійського полку вивчають захоплену у північнокорейської армії М-42

## Характеристики та властивості боєприпасів
- Номенклатура боєприпасів:
  - бронебійний 53-Б-240
  - бронебійно-трасувальний 53-БР-240
  - бронебійно-трасувальний 53-БР-240СП (суцільний)
  - бронебійно-трасувальний підкаліберний 53-БР-240П
  - осколковий 53-О-240 (сталевий)
  - осколковий 53-О-240А (сталистого чавуну)
  - картеч 53-Щ-240
  - димовий 53-Д-240
- Дульна швидкість снаряда, м/с  : 870
- Маса снаряда, кг
  - Підкаліберний бронебійний: 0.85
  - Каліберний бронебійний: 1.43
  - Уламковий : 2.14
- Дальність прямого пострілу, м : 950
- Бронепробивність гомогенної броні середньої твердості, 75 % уламків у заброньованому просторі, мм
  - Каліберним бронебійним снарядом
    - кут зустрічі 90 градусів від дотичної площини до броні (за нормаллю)
      - на дистанції 500 м : 61 мм
      - на дистанції 1000 м: 51 мм

  - Підкаліберним бронебійним снарядом
    - кут зустрічі 90 градусів від дотичної площини до броні (за нормаллю)
      - на дистанції 350 м: 82 мм (наскрізне пробиття бортової броні корпусу та башти — за результатами обстрілу важкого танка «Тигр» на полігоні в 1943 році)
      - на дистанції 500 м : 62 мм (наскрізне пробиття бортової броні корпусу та башти — за результатами обстрілу важкого танка «Тигр» на полігоні в 1943 році)

## Оператори
- Венесуела — 6 од., станом на 2016
- Туніс — 12 од., станом на 2016
- Йорданія — 216 од., небоєздатних, станом на 2016 рік